# Atrofia
La palabra atrofia proviene del griego ἄτροφος (átrophos), que significa "sin nutrición". Es el desgaste total o parcial de una parte del cuerpo. En términos biológicos consiste en un tipo de articulación con poco movimiento sin importar el tamaño de la célula y del órgano que forma parte, debido a la pérdida de masa celular. Las células atróficas muestran una disminución de la función pero no están muertas. Con respecto a lo anterior se puede precisar que un perfecto metabolismo celular no depende únicamente de un aporte eficaz de sustancias nutritivas, sino que también de una correcta utilización de éstas; esto es solamente posible cuando las células viven en un ambiente idóneo para su estructura morfológica y funcional. La estructuración morfológica de la célula está condicionada por el ambiente en que vive, por eso las múltiples formas de las células de nuestro organismo responden a la adaptación de la materia viva a condiciones externas bien definidas, la diferenciación celular representa la exteriorización de una adaptación latente, acumulada a través de millones de generaciones.
Todas las modificaciones de carácter morfológico de las células, pueden afectar a células aisladas o grupos de ellas, por consiguiente la modificación de un tejido completo. Todos los estímulos que pueden actuar sobre una célula son en realidad estímulos funcionales: cuando estos exceden los límites fisiológicos, pueden lesionar a la célula hasta anular los procesos vitales, o bien, provocar notables modificaciones regresivas.
Tras las anteriores reseñas se puede inferir que la atrofia es la expresión morfológica de una involución funcional y estructural de una célula, o de un tejido. Se trata de una deficiencia adquirida, lo que implica una preexistencia de normalidad celular e hísitica, y que, por esa razón debe diferenciarse de la hipoplasia, de la aplasia y de la agenesia. Por su parte la atrofia debe distinguirse de un mal que conlleve la reducción estructural de un órgano, o parte de este a causa de un proceso destructivo necrótico, en cuyo caso hay una muerte de células masiva; como es el caso de las enfermedades antes mencionadas. Como ya se mencionó, la atrofia de un tejido u órgano se interpreta como la reducción morfológica y funcional de las unidades celulares constitutivas, tanto en número como en volumen.
En la población general, la mayoría de los casos de atrofia muscular son ocasionados por inactividad. Las personas que tienen un trabajo sedentario y las de la tercera edad que no son muy activas pueden llegar a perder el tono muscular y desarrollar una atrofia significativa; sin embargo, este tipo de atrofia puede ser reversible con el ejercicio vigoroso. Las personas que están postradas en la cama pueden presentar un desgaste muscular significativo; como ocurre con los astronautas que, libres de la fuerza gravitacional de la tierra, pueden desarrollar una disminución del tono muscular y descalcificación ósea pocos días después de la ingravidez.

## Tipos de atrofias
En  aspecto microscópico se pueden destacar tres tipos de atrofia: atrofia simple, atrofia numérica y atrofia degenerativa.
La atrofia simple es una disminución del volumen de los componentes musculares que conlleva al encogimiento o empequeñecimiento del tejido y del órgano. Es la atrofia más frecuente y afecta a las células más diferenciadas. Se puede observar en el transcurso del ayuno prolongado en casi todos los tejidos del organismo y principalmente en el tejido muscular.
La atrofia numérica disminución del número de las células; normalmente afecta a tejidos de elementos lábiles.
En la atrofia degenerativa se pueden ver grandes alteraciones al citoplasma y al núcleo celular de las células del tejido y del órgano. Este proceso puede llevar a que se produzca una necrosis.
En todos los casos de atrofia, el citoplasma es el que se ve más afectado, casi siempre hay una reducción cuantitativa de este, hasta el punto de que, observando los tejidos atróficos al microscopio, puede distinguirse una densificación celular, provocada por la reducción uniforme del volumen celular.
Estas modificaciones van acompañadas de profundas alteraciones citoplasmáticas: enturbamiento, presencia de gránulos de pigmento (pigmentaciones de desgaste) y disminución numérica de algunos orgánulos, como las mitocondrias.

## Pseudohipertrofia
En algunos casos cuando las células específicas de un órgano entran en un estado de atrofia, va acompañado por un aumento de volumen de los tejidos intersticiales, por lo que en vez de existir una reducción en el volumen global, se presenta un aumento (pseudohipertrofia).
En los músculos paralizados por una lesión del sistema nervioso se puede observar, a veces, un cuadro de pseudohipertrofia, debido al aumento de tejido adiposo interpuesto entre los haces musculares atróficos. Los músculos se ven robustos y engrosados, pero en realidad están desprovistos de fuerza y son pastosos a la palpación. En el bocio endémico puede existir también un caso de pseudohipertrofia.

## Hiperplasia hormonal
Esta actúa cuando se produce la secreción de cualquier tipo de hormona, un ejemplo claro es el útero o el desarrollo de las mamas en la gestión natural de la pubertad.

## Hipertrofia
Es el resultado del crecimiento o aumento de las fibras musculares que desarrolla un músculo más grande. También existen 2 tipos de hipertrofia: la hipertrofia sarcomerica y la hipertrofia sarcoplasmatica.

#### Hipertrofia sarcoplasmatica
Es el aumento de la segregación del líquido que rodea las paredes o tejidos fibrosos.

## Clasificación

### No patológicas
No se puede considerar a todas las atrofias como patologías del organismo en el cual se dan: en algunos casos existe una disminución de volumen y número de células de un tejido o de un órgano, marcando aquello un cuadro atrófico, produciendo la desaparición de las partes afectadas; en este caso se ha efectuado una adaptación funcional. Como se indicó en un principio, la estructuración morfológica y funcional de las células están estrechamente relacionadas con el ambiente en el que viven, por lo que si las células dejan de prestar una utilidad al organismo, estas son eliminadas.
Un ejemplo de involución fisiológica es el que proporciona el timo, pues poco a poco comienza a reducirse hasta desaparecer completamente al final de la pubertad, dejando un residuo fibroso, sin rastros de tejido linfoide funcional. También en la vejez se asiste a una atrofia de todos los tejidos del organismo, siendo más frecuente en las células estables y perennes (células nerviosas y musculares), en cambio son poco evidentes en células lábiles que requieren de una renovación continua, es decir, en células de vida más o menos corta.
Otro ejemplo de atrofia no patológica, es la involución fisiológica que se presenta en los renacuajos. En sus primeros estadios de desarrollo, una cola larga que sirve para propulsarse por medios acuáticos, sin embargo en la última fase de su crecimiento, cuando ya es adulto, ésta se reduce y desaparece completamente, pues no presenta mayor utilidad en el individuo cuando emprende una vida terrestre o semi-acuática.
La atrofia también puede presentarse en casos indirectos como durante y después del tratamiento de una fractura ya que el músculo no tuvo movilidad lo que conlleva a la disminución de nutrientes y de volumen de este.

### Patológicas
Según las causas que las producen se pueden presentar de la siguiente forma:
- Atrofia de carencia alimentaria.
- Atrofia de insuficiencia circulatoria
- Atrofia por factores físicos.
- Atrofias funcionales.

La insuficiencia nutricional conlleva a una pérdida global de peso en el organismo, debido a una atrofia generalizada de todas las células funcionales y específicas. En este caso, se observa una disminución de número, pero sobre todo de volumen de las células, tanto que llegan a destruir su propio material constitutivo, además de los de reserva, para poder saciar las necesidades del metabolismo energético, como la incapacidad de sintetizar materiales para luego regenerar el propio citoplasma.
La pérdida no es proporcionalmente igual en todos los órganos: de hecho en un acto de autodefensa, el organismo intenta proteger a los elementos que más se verían afectados por un fenómeno atrófico como el anterior, en menoscabo de aquellos en los cuales no existen funciones vitales importantes y cuya función no estaría tan alterada por un proceso atrófico; por eso puede haber mayor pérdida de peso en el hígado e intestino, pero menor o nula en el cerebro y corazón.
Este tipo de atrofia, además de ser producido por una carencia alimentaria, también puede ser causada por enfermedades que afecten el mecanismo metabólico del organismo, o sea, por una insuficiencia digestiva o lentificación del metabolismo.
Hay casos en los que una insuficiencia circulatoria provocada por una trombosis de una rama arterial o por una compresión de una arteria, o por una ligadura quirúrgica de un vaso, puede conducir a la atrofia de los tejidos de la zona irrigada por la arteria lesionada, sin embargo esto se recupera si el flujo de sangre es restituido con prontitud. Se puede decir que esto se debe a que dejan de llegar nutrientes aportados por la sangre, por consiguiente las células deben comenzar a utilizar sus materiales de reserva y más adelante sus elementos constitutivos.
La atrofia muscular ocasionada por una enfermedad y no por inactividad es generalmente de uno o dos tipos: la ocasionada por daño a los nervios que inervan los músculos y la que resulta por enfermedades propiamente musculares.
Pueden existir atrofias producidas por sustancias químicas tóxicas (plomo, yodo, fósforo, arsénico, etc.) o por toxinas microbianas. Hay una disminución de las funciones de las células, tornándolas inactivas generando así un proceso atrófico. Por eso la atrofia muscular ocasiona una enfermedad